# Slapy (stacja kolejowa)
Slapy – stacja kolejowa w miejscowości Slapy, w kraju południowoczeskim, w Czechach. Znajduje się na linii 202 Tábor - Bechyně, na wysokości 510 m n.p.m..  

## Linie kolejowe
- 202: Tábor - Bechyně